# Balam (Maya)
Balam ist das mayasprachliche Wort für Jaguar (regionale bzw. orthographische Varianten: Báalam, B’alam, Balam, Balaam, B’ahlam, Bahlam, Bahlum, Bolom), der in der Maya-Religion als Beschützer von Feldern und Ernte galt und namengebend war für:
- viele hohe Adlige der Maya
  - Tzi-B'alam, 553–578 Fürst von Copán
  - Ox Balam, Fürst von Comalcalco um 649
  - K’uk’ Bahlam I., 431–435 Fürst von Palenque
  - Kan Bahlam I., 572–583 Fürst von Palenque
  - K’inich Kan Bahlam II., 684–702 Fürst von Palenque
  - K'inich Kan Bahlam III., um 751 Fürst von Palenque
  - K'inich K'uk' Bahlam II., 764–nach 783 Fürst von Palenque
  - Une’ Balam, um 317 Fürst von Tikal
  - Kalo’mte’ B’alam, ca. 511–527 Fürst von Tikal
  - B'alam Ya Acal, Fürst von Toniná im 6. Jahrhundert
  - Yopaat B'alam I., ab 359 Fürst von Yaxchilán
  - Itzamnaaj B'alam II., 681–742 Fürst von Yaxchilán
  - Yopaat B'alam II., bis 749 Fürst von Yaxchilán
  - Itzamnaaj B'alam IV., 769–800 Fürst von Yaxchilán
  - Kayb'il B'alam, 1525 Kronprinz von Zaculeu
- Balaamcanche, eine Kultstätte der Maya
- Balamkú, eine Ruinenstätte der Maya
- Ek Balam, eine Ruinenstätte der Maya
- Chilam-Balam-Bücher, eine Mischung aus Maya-Überlieferungen und Weissagungen
- Báalam Naj („Haus des Jaguars“), den Tempel des Sprechenden Kreuzes in Chan Santa Cruz